# Körperbautyp

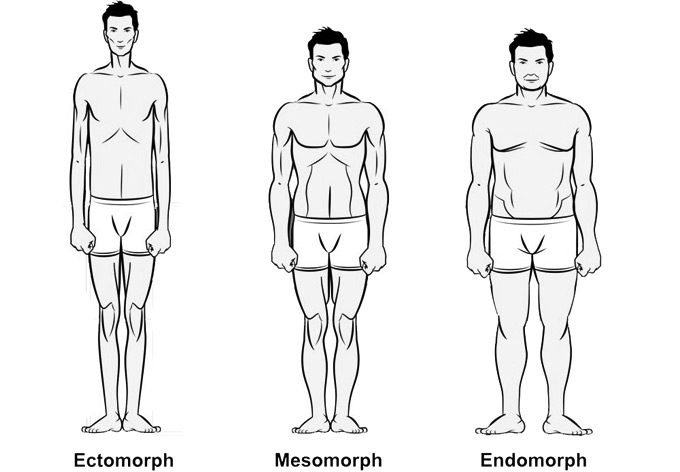
Körperbautypen entsprechend der drei grundlegenden Somatotypen

Körperbautyp bezeichnet einen somatischen Konstitutionstypen.
Im engeren Sinn meint man einen der drei Somatotypen nach der Typologie William Sheldons: ektomorph, mesomorph oder endomorph. Sheldon postulierte eine Einteilung des Menschen nach den Keimblattgeweben des Embryos; diese Keimblattgewebe trügen beim einzelnen Menschen in unterschiedlichem Ausmaß zur Körpermasse bei und bestimmten so den Typ. Diese Idee ist heute medizinisch widerlegt. Das Konzept taucht heute fast ausschließlich im Fitness-Bereich auf, um ein dem Körpertyp angepasstes Trainingsprogramm zu erstellen. Die Begriffe und umso mehr die dahinterstehende Theorie sind aus heutiger Sicht fragwürdig; wissenschaftlich relevant sind sie nicht.
In der Humanbiologie allerdings werden die Körperbautypen zur Beschreibung des individuellen morphologisch-anatomischen Aufbaus eines Menschen genutzt. Die Bestimmung des Typs erfolgt dabei über die Messung der Breite der großen Gelenke (z. B. Knie) und Einsetzung in eine Formel.

## Somatotypen
- Ektomorph (auch leptosom) – Neigung zu Schlankheit:

Er wird charakterisiert durch kurzen Oberkörper, lange Arme und Beine, schmale Füße und Hände sowie sehr geringe Fettspeicherung. Erkennbar sind ein eher kleiner Brustkorb und schmale Schultern, meist lange, dünne Muskeln. Die Haare sind dünn und nicht dicht.
Ektomorphe/leptosome Menschen sind meist hochwüchsig; es besteht aber auch die Möglichkeit geringer Körpergröße bei Ektomorphie.
- Mesomorph (auch metromorph) – Neigung zu Muskulosität:

Erkennbar sind ein mächtiger Brustkorb, feste und dicke Haare, Körper in V-Form (Sanduhrform bei Frauen), dicke Haut, markante Wangenknochen und massiver Unterkiefer, langes und breites Gesicht, Fettanlagerungen im Allgemeinen meist nur an Bauch und Hüfte, große Hände und Füße, langer Oberkörper, kräftige Muskulatur und große Körperkraft.
Die Mesomorphie kann in athletische und normale Form unterteilt werden.
- Endomorph (auch pyknomorph) – Neigung zu Adipositas:

Erkennbar sind weiche Muskulatur, kurze Arme und Beine, rundes Gesicht, kurzer Hals, glatte und weiche Haut, breite Hüften, starke Fettaufspeicherung und viele, aber dünne Haare. Auf den Philosophen Georg Hegel zurückgehend ist dieser Konstitutionstypus in Süddeutschland auch bekannt unter dem Begriff der Bierwirtsphysiognomie.
Endomorphe Menschen werden häufig als klein und adipös beschrieben; es gibt aber auch hochwüchsige mit endomorphem Körperbautyp.
- Mischtypus:

Kaum jemand ist ein völlig reiner Typus, vielmehr weisen die meisten Menschen Merkmale aller drei Typen auf. Man unterscheidet in der Sheldonschen Typologie etwa achtzig Untergruppen. Die Fettanspeicherung, der Muskelaufbau und der Skelettbau sind dabei eng korreliert. Ein endo-mesomorpher Typ wäre ein grundsätzlich muskulöser sportlicher Typ, der dabei zu starkem Fettansatz neigt.

## Geschichte
Ähnlich wie der Psychiater Ernst Kretschmer hat Sheldon Zusammenhänge des Körperbaus und anderer physischer und psychischer Eigenschaften gesehen. Zu Kretschmers Konstitutionstypologie siehe unter Konstitutionstyp.
In Gegensatz zu diesem jedoch hat Sheldon 1940 in einer Testreihe mit 4000 Studenten die körperlichen Merkmale untersucht, nach einer Methode, die er Somatotyping nannte. Dabei wird die Entwicklung der körperlichen Konstitution auf drei Keimblätter zurückgeführt, die jeweils verschieden stark ausgeprägt sein können.
Die drei Keimblätter endomorph, mesomorph, ektomorph haben jeweils eigene Dimensionen. Die Ausprägung der körperlichen Merkmale wird in jeder Dimension auf einer Skala von 1 bis 7 wiedergegeben. Dabei ergibt sich eine Dominanz in einem Bereich, die Summe der drei Dimensionen liegt gewöhnlich zwischen 9 und 12. Eine Person mit ektomorph (2), mesomorph (6), endomorph (5) ist demnach mit 265 ein endo-mesomorpher Typ. Da nicht alle Werte auf allen Skalen gleichermaßen angenommen werden können, ergeben sich bei Sheldon 76 Klassen mit dreistelligen Kennziffern.
Ein wesentlicher Kritikpunkt an der Arbeit Sheldons besteht vor allem an der Methode der Einteilung – bei Sheldon erfolgt keine Messung im engeren Sinne, sondern er brachte vor allem eine standardisierte Form der Fotografie des Körperbaus hervor, die in einem zweiten Schritt dann bewertet wird. Diese Einschätzung ist naturgemäß subjektiv und wertet vor allem relative Unterschiede in den beobachteten Körpern. Sheldon selbst schlug 1969 eine verbesserte Methode vor (Trunk-Index-Methode), die jedoch das Problem der Subjektivität nicht lösen konnte.
Hinzu tritt, dass allgemein eine genotypische Veranlagung des Somatotyps angenommen wird (bei Sheldon Morphogenotyp genannt), die Relation zum Phänotyp jedoch ungeklärt bleibt. Sheldon selbst interessiert sich vor allem für die Beziehung des Körperbautyps zu psychologischen Eigenschaften wie dem Temperament einer Person. Dieses spielt für die Anwendung in der heutigen Sportmedizin keine Rolle mehr. Sheldon hat auch die morphologischen Ergebnisse in engem Zusammenhang mit den Keimblättern einer körperlichen Entwicklung gesehen. Der Endomorphe hat eine Konzentration auf das Verdauungssystem, der Mesomorphe auf das Muskel-Skelett-System, der Ektomorphe auf Haut- und Nervensystem.
Die Technik der Somatypologie wurde später von anderen aufgegriffen und verfeinert. Bei der Methode von Parnell (1954, 1958) werden die Kategorien F (fat, Fettbestand, auch Endomorphie), M (muscularity, Muskelbestand, auch Mesomorphie) und L (linearity, Glattheit, auch Ektomorphie) durch direkte Körpermessungen bestimmt, darunter Hautfaltendickenmessungen, Knochenbreiten und Bestimmung des Körpermasseindex (BMI). Zusammen mit alterskorrigierenden Skalen wird dabei eine Abbildung auf die 7-stufige Skalenteilung der Sheldon'schen Somatypen erreicht, die zeitlich weitgehend konstant bleibt.
Die heute gebräuchlichste Form der Somatotypbestimmung geht auf Heart und Carter A Modified Somatype Method von 1967 zurück, die auch die bei Parnell eingeführten anthropometrischen Vorschläge und Begriffe aufgreift. Neben standardisierten Somatotypphotographien zur Bestimmung von Verteilungskoeffizienten gehen zehn Messwerte in die Bewertung ein: Körperhöhe, Körpergewicht, Hautdickenmessung an vier Punkten, zwei Umfangsmessungen an Extremitäten und zwei Knochenbreitenbestimmungen. Mittels eines ausgearbeiteten Formblattes kann daraus leicht eine Somatotypkennziffer berechnet werden, deren Indexwerte sich aus mathematischen Formeln herleiten.